# Мурзагалиев, Мухамедхафий
Мухамедхафий Мурзагалиев (каз. Мұхамед-Хафиз Мырзағалиев; 1887, аул № 3, Челкарская волость, Эмбенский уезд, Уральская область, Российская империя — 27 февраля 1938, Алма-Ата, Казахская ССР, СССР) — советский партийный и государственный деятель, председатель СНК Киргизской (Казахской) АССР (1921—1922).

## Биография
Родился в 1887 году в урочище Даункуль Челкарской волости Эмбенского уезда Уральской области Российской империи в семье скотовода.
Происходит из рода кердери племени жетыру.
В 1909 г. окончил Уральское реальное училище, в 1916 г. — Мариинское сельскохозяйственное училище в Саратовской губернии. В училище включился в революционную борьбу: участвует в маёвках, распространяет листовки.
После окончания училища в 1914—1917 годах работал участковым агрономом в селе Александров-Гай (Новоузенский уезд, Самарская губерния).
В 1917 году возвращается в Уральск, где возвращается к революционному движению. С марта 1918 по январь 1919 года находился в Уральске в тюрьме у алашординцев и белоказаков. Член РКП(б) с 1919 года.
В сентябре 1919 года назначен председателем Комиссии по национальным делам, член Уральского областного революционного комитета.
В январе 1920 года введён в состав Военно-революционного комитета по управлению Киргизским краем. 25 февраля становится председателем Джамбейтинского уездного ревкома, в августе 1920 г. был назначен председателем Оренбургско-Тургайской губернской ЧК. Осенью 1920 года с образованием Киргизской АССР возглавил республиканский наркомат внутренних дел.
В конце 1920 года становится заместителем председателя Совета народных комиссаров Киргизской АССР.
С конца января 1921 года — ответственный секретарь Киргизского областного бюро ЦК РКП(б), ответственный секретарь Киргизского (Казахского) областного комитета РКП(б). В августе 1921 года пленум областного комитета РКП(б) освободил его от обязанностей секретаря парторганизации, для того, чтобы сконцентрироваться на работе в СНК.
В 1921—1922 годах возглавлял Совет народных комиссаров Киргизской (Казахской) АССР. С января 1923 года — полномочный представитель Киргизской АССР при Народном комиссариате по делам национальностей СССР. С 1926 года по 1929 год — народный комиссар финансов Казакской АССР, а позже (до 1937 года) работал заместителем начальника Управления по плодовым закупкам Народного комиссариата земледелия СССР.
В августе 1937 года был арестован, а в феврале 1938 года — расстрелян в Алма-Ате.